# Conchocarpus silvestris
Conchocarpus silvestris är en vinruteväxtart som först beskrevs av Nees & Mart., och fick sitt nu gällande namn av J. A. Kallunki & J. R. Pirani. Conchocarpus silvestris ingår i släktet Conchocarpus och familjen vinruteväxter. Inga underarter finns listade i Catalogue of Life.